# Roberth Ericsson
Roberth Conny Ericsson, född 23 oktober 1976 i Karlskoga, är en svensk poet, redaktör, lektör och frilansskribent bosatt i Stockholm. 
År 2010 debuterade Ericsson i bokform med diktsamlingen Strategier för verklighetsanknytning. Den följdes av Huvudstäderna i huvudet (2011) och Fadersfärd (tyska ord och satser insprängda) (2012). 2012 var han också redaktör (tillsammans med journalisten Sonja Schwarzenberger) för antologin Mor mamma morsan (Forum förlag) . Andra bokverk där Ericsson medverkat är Revisit<<Rewind (2011, tillsammans med Markus Andersson, Mette Muhli och Anders Malmberg) och Glöm det andra!!! (2010, tillsammans med Lisa Nordwall) .